# Garoowe
Garoowe   este un oraș  în  Somalia. Este capitala provinciei autonome Puntland.